# Tette Hofstra
Tette Hofstra (* 18. Februar 1943 in Lutkewierum, Gemeinde Súdwest-Fryslân; † 22. Februar 2023 in Groningen) war ein niederländischer Altgermanist und Finnougrist sowie Professor an der Reichsuniversität Groningen.

## Leben und Werk
Hofstra stammte aus Friesland, seine Muttersprache war Friesisch. Zur Schule ging er Sneek, wo er auf dem Gymnasium Latein, Griechisch, Englisch, Französisch und Deutsch lernte. Nach dem Abitur studierte er in Groningen und Kiel Germanistik, als Nebenfächer kamen Schwedisch, Friesisch, Altnordisch und Altsächsich hinzu. 1968 machte er seinen Abschluss in Germanistik, 1972 in Altgermanistik, und 1985 wurde er mit einer Arbeit über germanische Lehnwörter im Ostseefinnischen zum Dr. phil. promoviert. Damit trat er in die Fußstapfen seines Doktorvaters Andries Dirk Kylstra, der ein knappes Vierteljahrhundert zuvor dasselbe Thema behandelt hatte.
Hofstra hatte verschiedene Positionen an der Universität Groningen inne und wurde 1995 zum außerordentlichen Professor für Altgermanistik ernannt. Er beschäftigte sich nicht nur mit linguistischen Aspekten des Faches, sondern interessierte sich beispielsweise auch für die altsächsische Literatur. Einen Großteil seiner Forschungsarbeit verwendete er auf das Lexikon der älteren germanischen Lehnwörter in den ostseefinnischen Sprachen (I–III, 1991–2012), das von Kylstra initiiert worden war und das er gemeinsam mit Osmo Nikkilä und Sirkka-Liisa Hahmo zum Abschluss brachte.

## Bibliografie (Auswahl)
Ein komplettes Schriftenverzeichnis von 1971 bis 2007 ist in seiner Festschrift Northern Voices (s. u.), S. xi–xvii, abgedruckt.
- (gemeinsam mit A.D. Kylstra, Sirkka-Liisa Hahmo und Osmo Nikkilä:) Lexikon der älteren germanischen Lehnwörter in den ostseefinnischen Sprachen. Bd. I: A–J, 1991. lviii + 145 S.; Bd. II: K–O, 1996 xx + 313 S.; Bd. III: P–Ä[2], l + 434 S. Rodopi, Amsterdam et al.
- Ostseefinnisch und Germanisch. Frühe Lehnbeziehungen im nördlichen Ostseeraum im Lichte der Forschung seit 1961. Groningen 1985.
- Beziehungen zwischen Germanen und Ostseefinnen vor der Hansezeit, in: The Baltic Languages and Cultures in Interaction. Tijdschrift voor Skandinavistiek 16, 1995, num. 2, S. 85–103.
- Germanisch-finnougrische Konfrontation am Weißen Meer und an der Ostsee: Literatur und Wortschatz, in: János Gulya (Hg.): Konfrontation und Identifikation. Die finnisch-ugrischen Sprachen und Völker im europäischen Kontext. Otto Harrassowitz, Wiesbaden 2002, S. 61–73.
- Zur Frage der gotischen Lehnwörter in den ostseefinnischen Sprachen, in: North-western European language evolution 58/59, 2010, S. 193–215.
- Zum niederländischen Wort 'zeep' und seinen Verwandten, in: Amsterdammer Beiträge zur älteren Germanistik 67, 2011, S. 131–142.
- Ein Schwert in Frauenhand: Notizen zu einigen volkssprachigen Texten des Mittelalters, in: Airy Nothings: Imagining the Otherworld of Faerie from the Middle Ages to the Age of Reason. Ed. by Karin E. Olsen and Jan R. Veenstra. Leiden and Boston: Brill 2014, S. 41–56.